# Vroegchristelijke bouwkunst

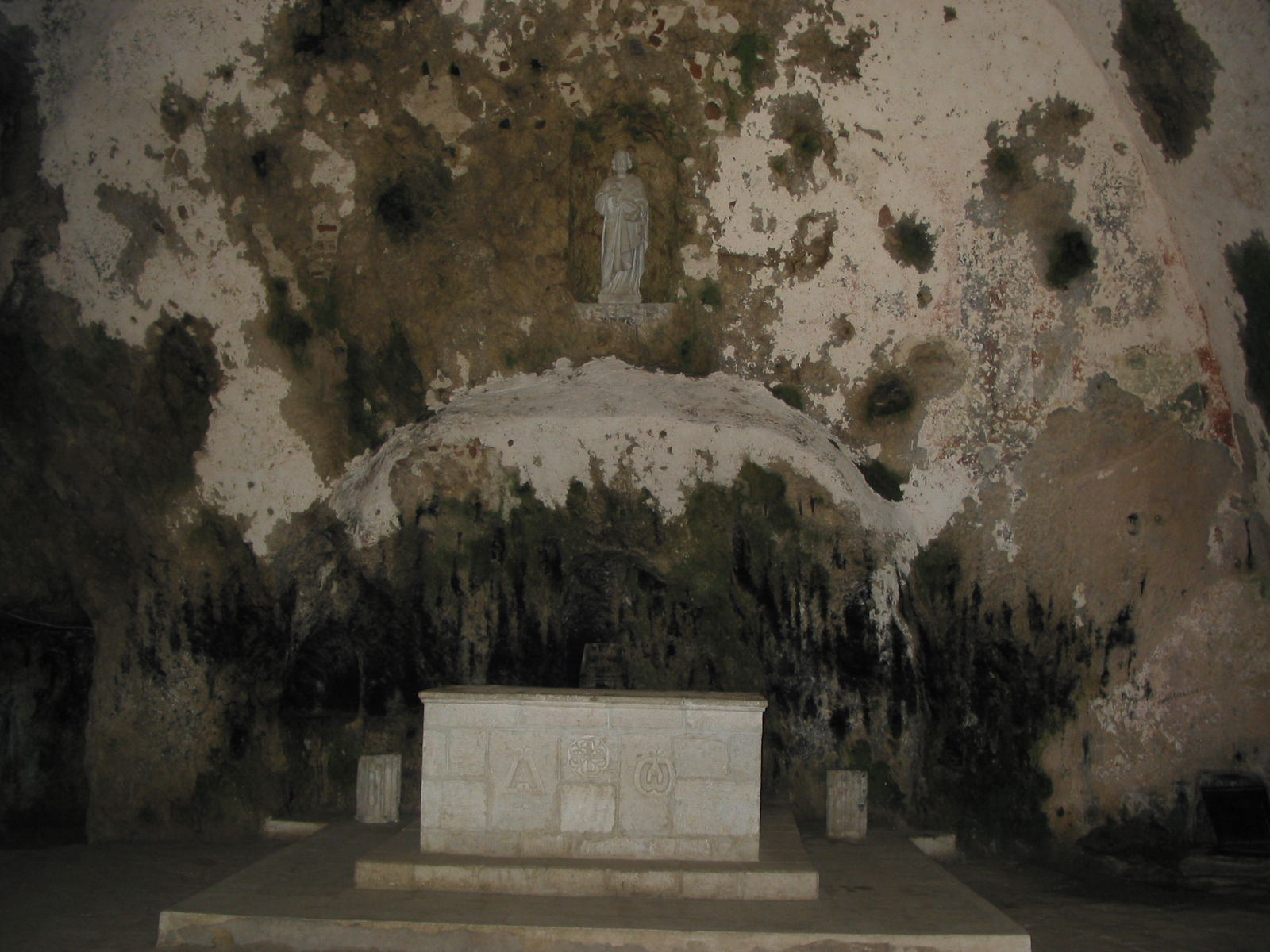
Altaar in de Grot van Sint-Petrus in Antiochië, Turkije.

Vroegchristelijke architectuur is de bouwkunst van kerkgebouwen en andere christelijke bouwwerken uit de eerste eeuwen van het christendom.
De eerste bouwwerken van de vroegchristelijke bouwkunst dateren uit de 1e eeuw, al zijn dat nog geen typisch christelijke bouwwerken. De ontwikkeling van een eigen bouwstijl begon na de publicatie van het Edict van Milaan in 313, waarin de Romeinse keizer Constantijn de Grote het christendom legaliseert in het Romeinse Rijk. Wanneer de periode van de vroegchristelijke bouwkunst eindigt, is arbitrair, maar meestal wordt deze gelegd samen met het einde van de late oudheid.

## Geschiedenis van het vroege christendom

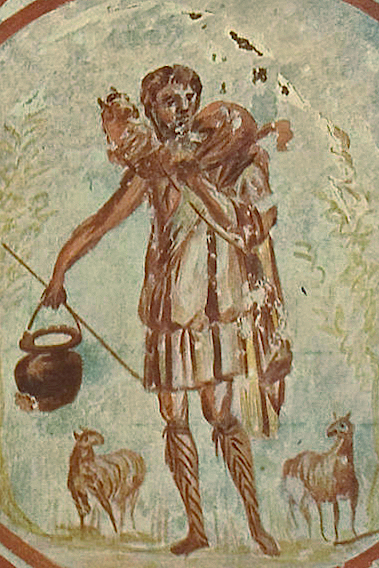
De Goede Herder. 3e-eeuwse afbeelding uit de catacomben van Rome.

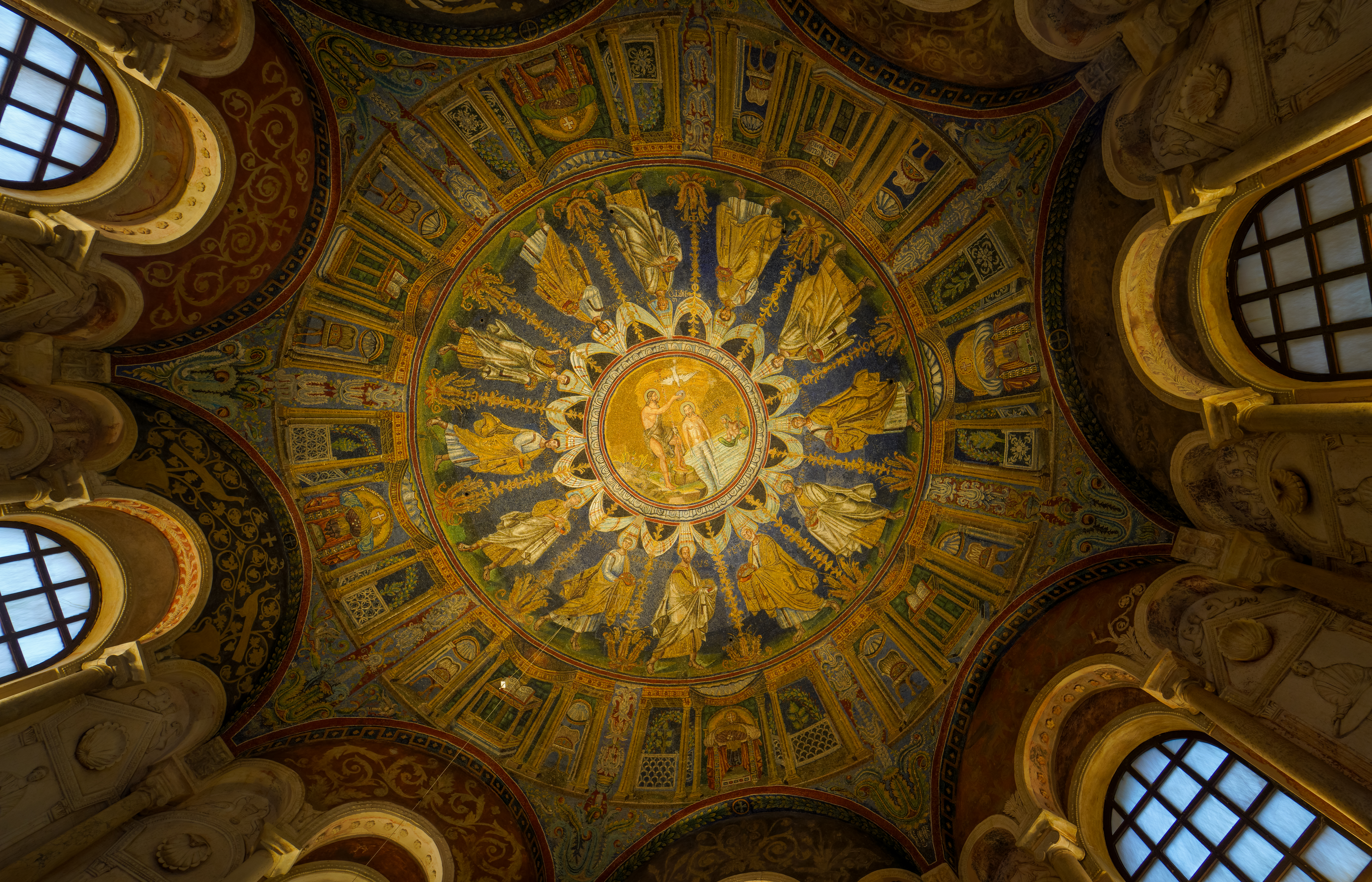
Doopvont in de vroegere Tempel van Jupiter te Cumae, Italië.

De eerste christenen toonden, in vergelijking tot latere christenen uit bijvoorbeeld de barok, relatief weinig belangstelling voor kunst of bouwkunst. Zij kwamen bijeen in huiskerken en grotten. Een voorbeeld van zo'n grot is de grot van Sint-Petrus in Antiochië (Turkije). De kapel in het huis van Ananias uit Damascus en de Huiskerk van Dura Europos in het oosten van Syrië zijn twee voorbeelden van huiskerken. Soms waren de muren van dergelijke plaatsen versierd met wanddecoraties, meestal fresco's.
De vroegchristelijke kerkenbouw kwam pas echt op gang na het Edict van Milaan van 313 van de Romeinse keizer Constantijn de Grote, waarin gesteld werd dat mensen vrij zijn om hun eigen religie te kiezen. Nadat Constantijn in 324 de tetrarchie definitief beëindigd had en alleenheerser was geworden over het Romeinse Rijk, gaf hij opdracht een aantal kerken te bouwen. De bekendste van deze kerken is de Oude Sint-Pietersbasiliek in Rome. Ook kregen de geloofsgemeenschappen veel geld om kerken te kunnen bouwen.
De Romeinse keizer Theodosius I verklaarde in 380 in het edict Cunctos populos het christendom tot staatsgodsdienst. In de jaren daarna volgde meer wetgeving die de christenen meer rechten gaf en het heidendom achterstelde. Vanaf 392 mochten heidense bouwwerken afgebroken worden en het bouwmateriaal kon gebruikt worden voor de nieuwe kerken. In bijvoorbeeld Jerash (in het huidige Jordanië) en ook in de Milaanse Sint-Laurensbasiliek, is dit gebeurd. Dergelijke, van een vorige cultuur overgenomen bouwmaterialen worden spolia genoemd.
Ook werden heidense tempels gewijd aan de god van de christenen. De bestaande tempel werd dan intact gelaten. Het Pantheon in Rome is hiervan een voorbeeld. Een ander voorbeeld is het Maison Carrée in het Zuid-Franse Nîmes. Een derde voorbeeld is te vinden in het Italiaanse Cumae, nabij Napels, waar de Tempel van Jupiter werd voorzien van een doopvont.

### Vroegchristelijke symboliek
In de eerste christelijke bouwkunst werd Jezus indirect voorgesteld door symbolen zoals de Ichtus (vis), de pauw, het Lam Gods, de Goede Herder of een anker. (Het Labarum oftewel Chi-Rho was een latere ontwikkeling.) Vooral de Goede Herder, een baardloze jongeling die wordt afgebeeld met een schaap, kwam veel voor.

## Kerkenbouw
Voor de architectuur van de vroegchristelijke bouwkunst werd teruggegrepen op twee typen gebouwen die in de eerste eeuwen van het christendom voor andere doeleinden werden gebruikt. De twee belangrijkste vormen waren de basilica en de centraalbouw.

### Basilica

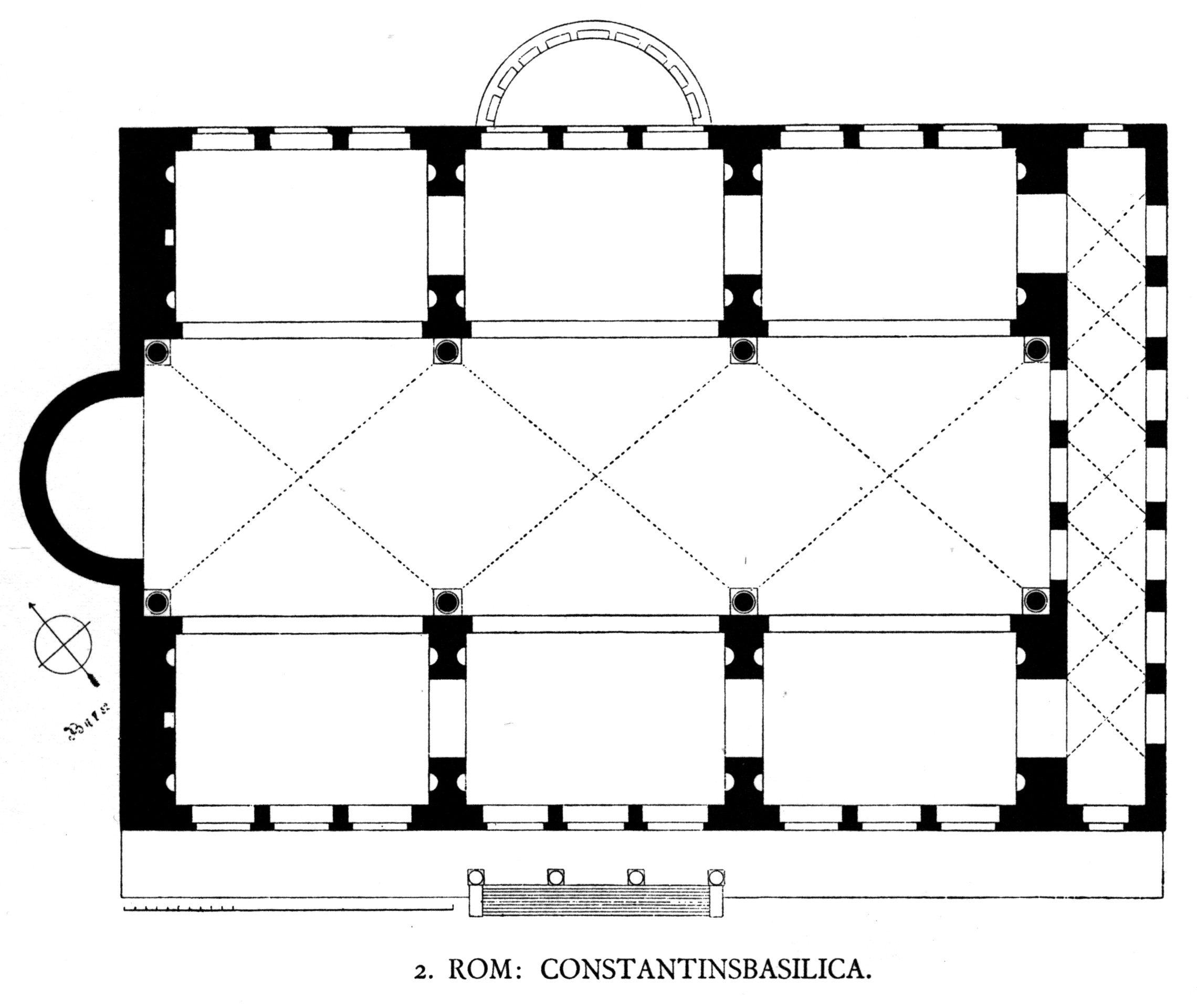
Basilica van Maxentius in Rome: begonnen door Maxentius en voltooid door Constantijn. De laatste voegde een tweede apsis toe aan de zijkant.

De inspiratie voor de eerste nieuw gebouwde kerken vond men niet bij de Romeinse tempel, maar bij de basilica met zijbeuken. De basilica was al voor het begin van de jaartelling in gebruik als openbare ruimte, voor bijvoorbeeld markten. Vaak werden basilica's ook gebruikt voor de rechtspraak en ze hadden dus een seculiere functie. Een voorbeeld van zo'n seculiere basilica is de Basilica van Constantijn in de Duitse stad Trier uit het begin van de 4e eeuw, die gebouwd werd door de Romeinse keizer Constantijn de Grote.
Constantijn bouwde na 324 meerdere basilica's, die dienstdeden als kerkgebouw. De grootste die Constantijn liet bouwen, was de Oude Sint-Pietersbasiliek in Rome. (Deze werd in de 16e eeuw volledig vervangen door de huidige Sint-Pietersbasiliek).
Kenmerkend voor de basilicakerken is de aanwezigheid van drie of vijf beuken, die van elkaar gescheiden zijn door zuilenrijen. De middelste beuk is hoger dan de zijbeuken. Via ramen in de hoge muren van de middenbeuk komt het licht in het gebouw. Aan een van de korte zijden van het gebouw bevindt zich een apsis, een halfronde uitbouw met daarin het altaar.
Deze vorm bleef lange tijd dominant in de kerkenbouw, al werden er ook centraal gebouwde kerken gebouwd.

### Centraalbouw

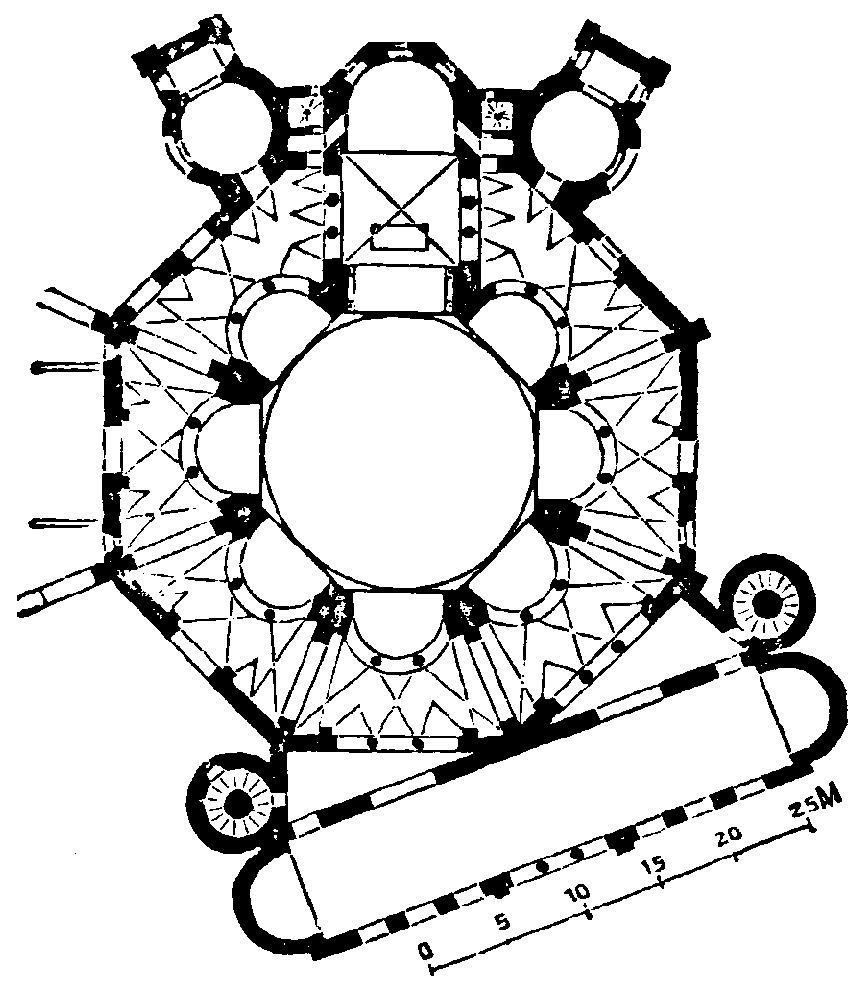
Voorbeeld van een centraalbouw: plattegrond van de San Vitale in Ravenna.

Een centraalbouw is een bouwwerk dat symmetrisch rond een (meestal denkbeeldige) verticale as is gebouwd en dat hierdoor verticaliteit als hoofdkenmerk heeft. Ook de centraalbouw kwam al voor in het Romeinse Rijk, zoals in de tempel het Pantheon in Rome en diverse mausolea.
De Hagia Sophia in Constantinopel uit de 6e eeuw is een bekend voorbeeld van centraalbouw. De architecten, Anthemios van Tralles en Isidorus van Milete, ontwierpen een enorme rechthoek van 71 x 77 meter om een vierkante ruimte in het midden, afgebakend door vier pilaren die een koepel dragen op een hoogte van 55 meter.
De Basiliek van San Vitale in Ravenna is een ander voorbeeld van de centraalbouw.

### De kruiskerk

Plattegrond van een kruiskerk met transept

Later werd aan de vorm van de basilica een transept toegevoegd. Deze vorm groeide uit tot de karakteristieke vorm van 11e-eeuwse Byzantijnse kerken: de kruisplattegrond. Het waren gebouwen in de vorm van een Latijns kruis. Het waren rechthoekige gebouwen, verdeeld in negen traveeën, waarvan de middelste een groot vierkant met een koepel erop was. Al eerder waren ook gebouwen gemaakt in de vorm van een grieks kruis maar deze bouwwerken worden tot de centraalbouw gerekend.

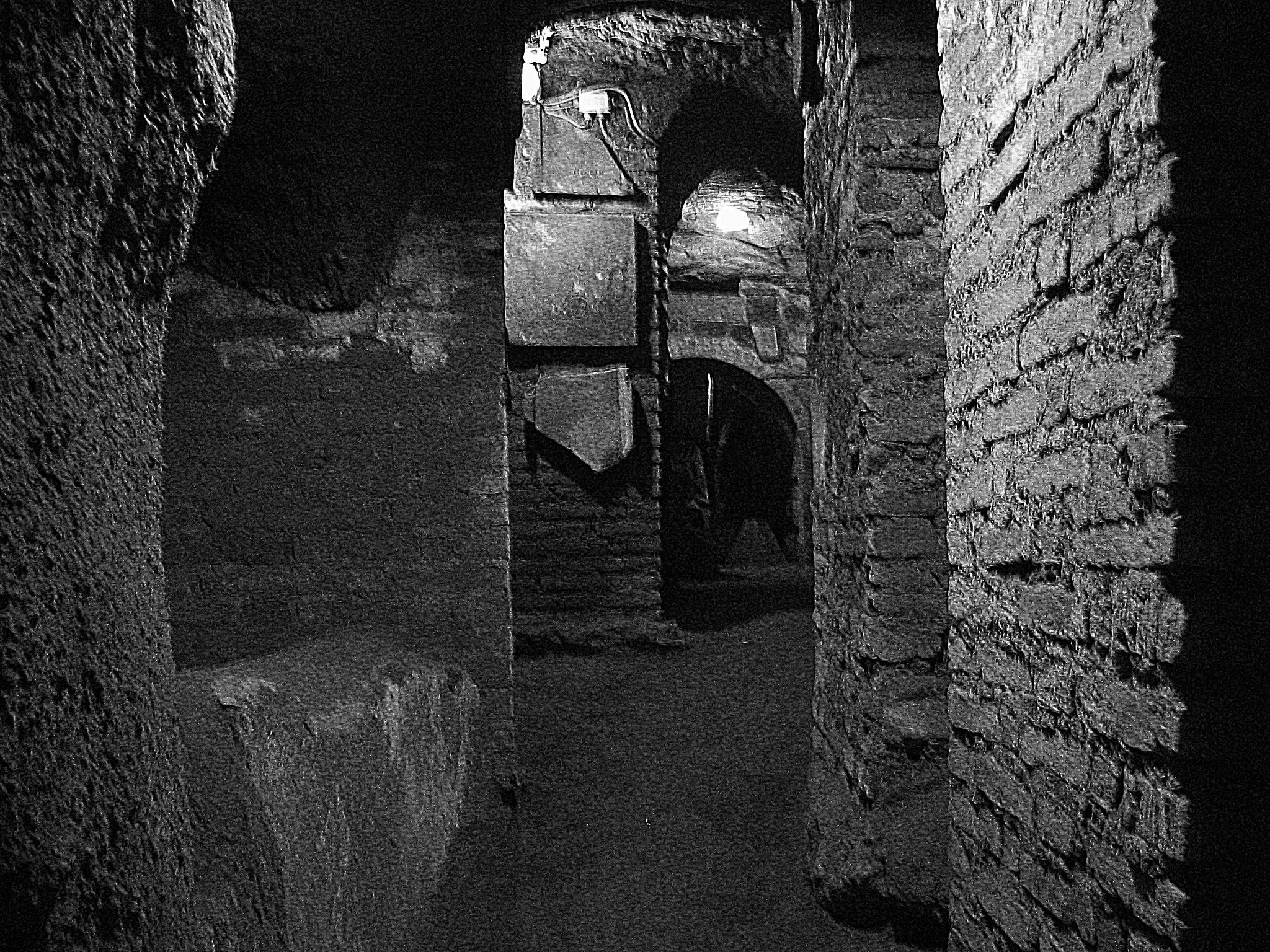
Catacomben van Rome, nabij de Via Appia.

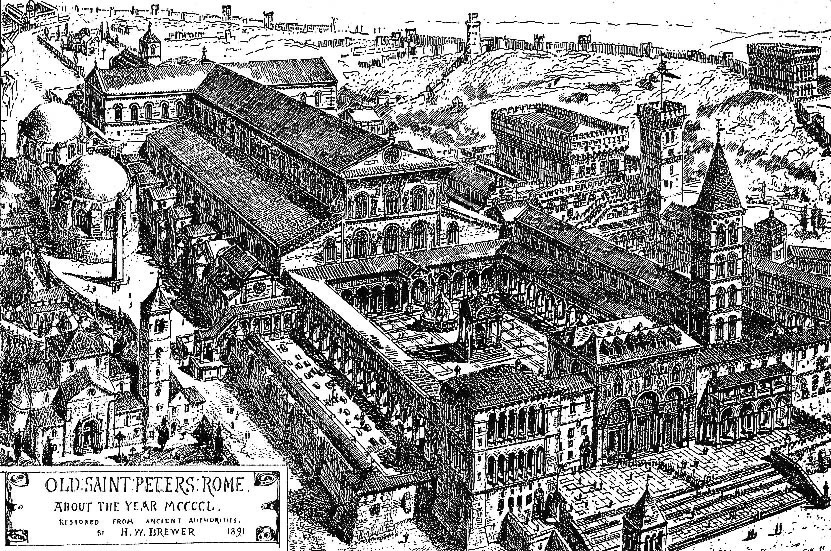
De Oude Sint-Pietersbasiliek in Rome: deze is in de 16e eeuw afgebroken en vervangen.

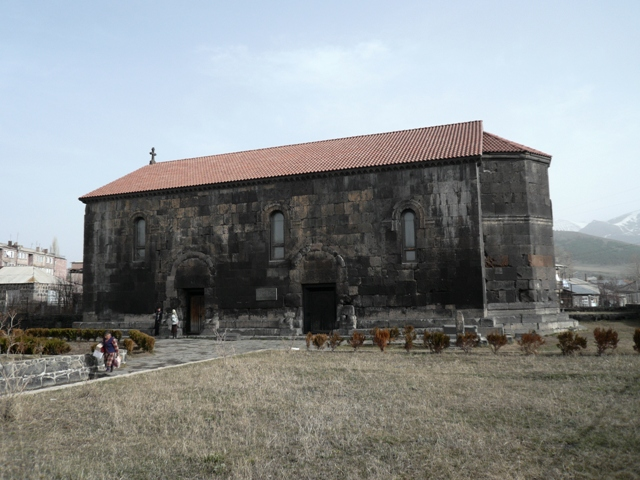
Een voorbeeld van Armeense architectuur: Heilig teken van het kruis in Aparan

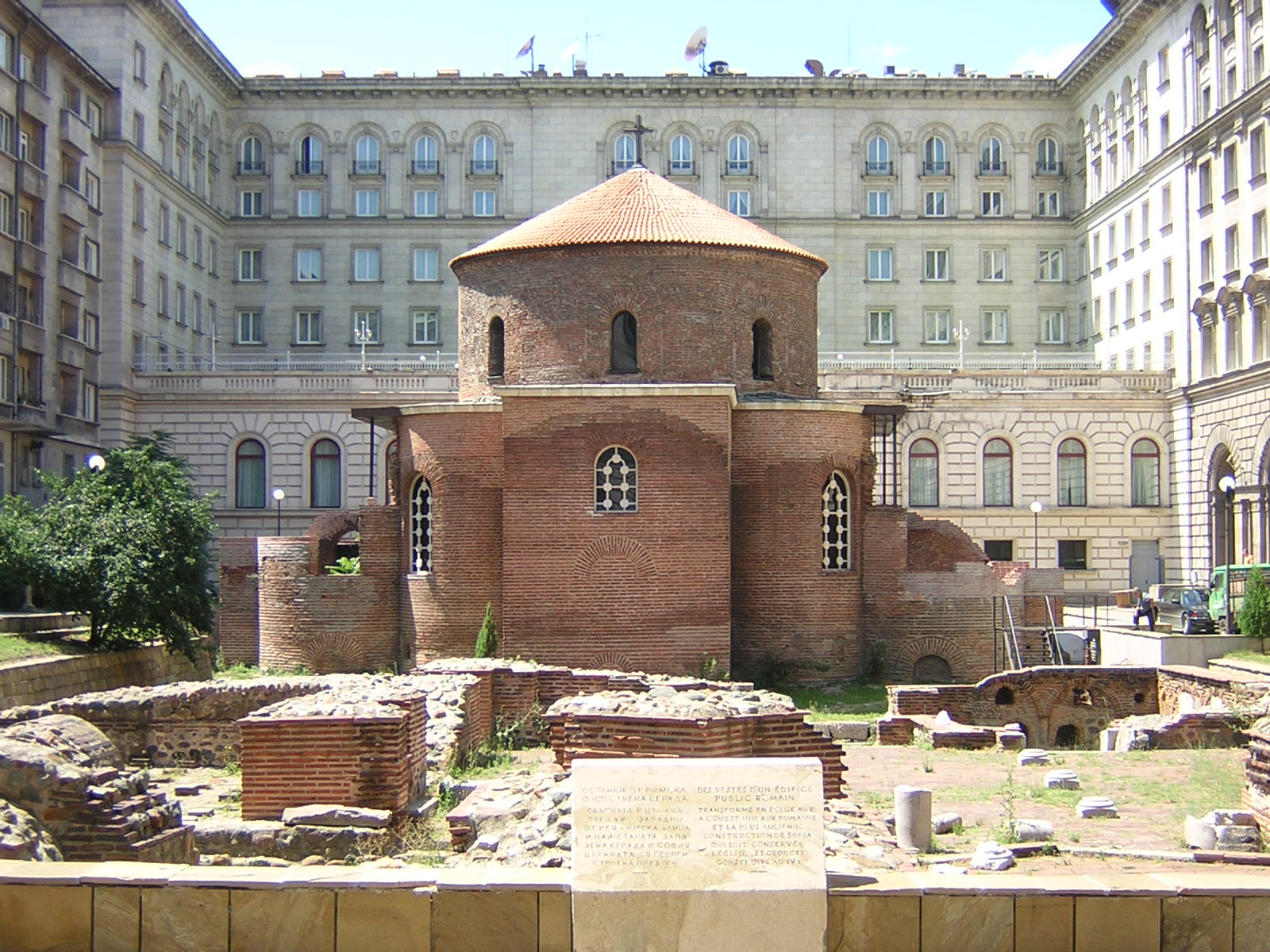
De Kerk van Sint-Joris in Sofia

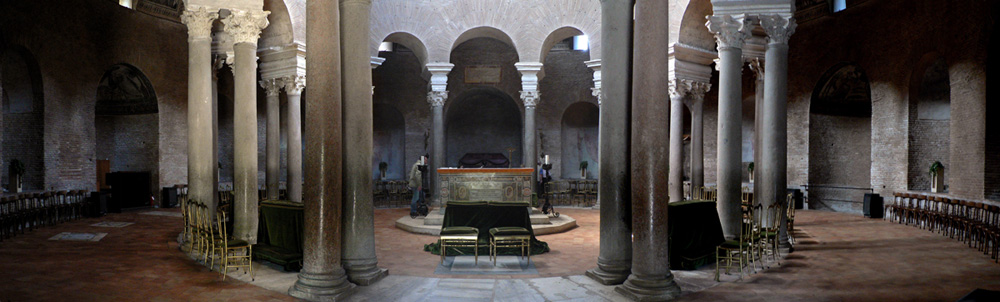
Interieur van de Santa Constanza in Rome

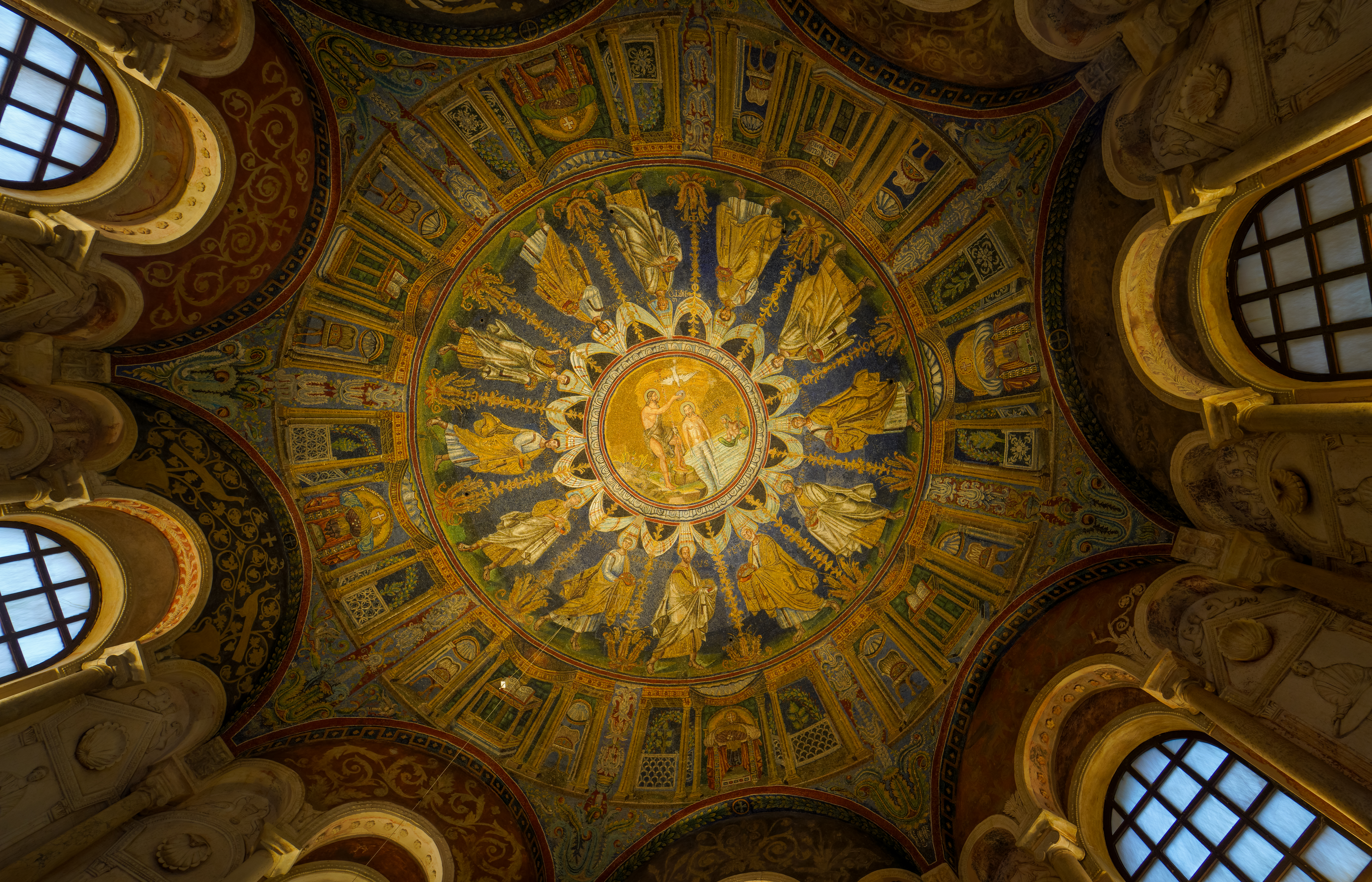
Het plafond van het Baptisterium van de Orthodoxen in Ravenna

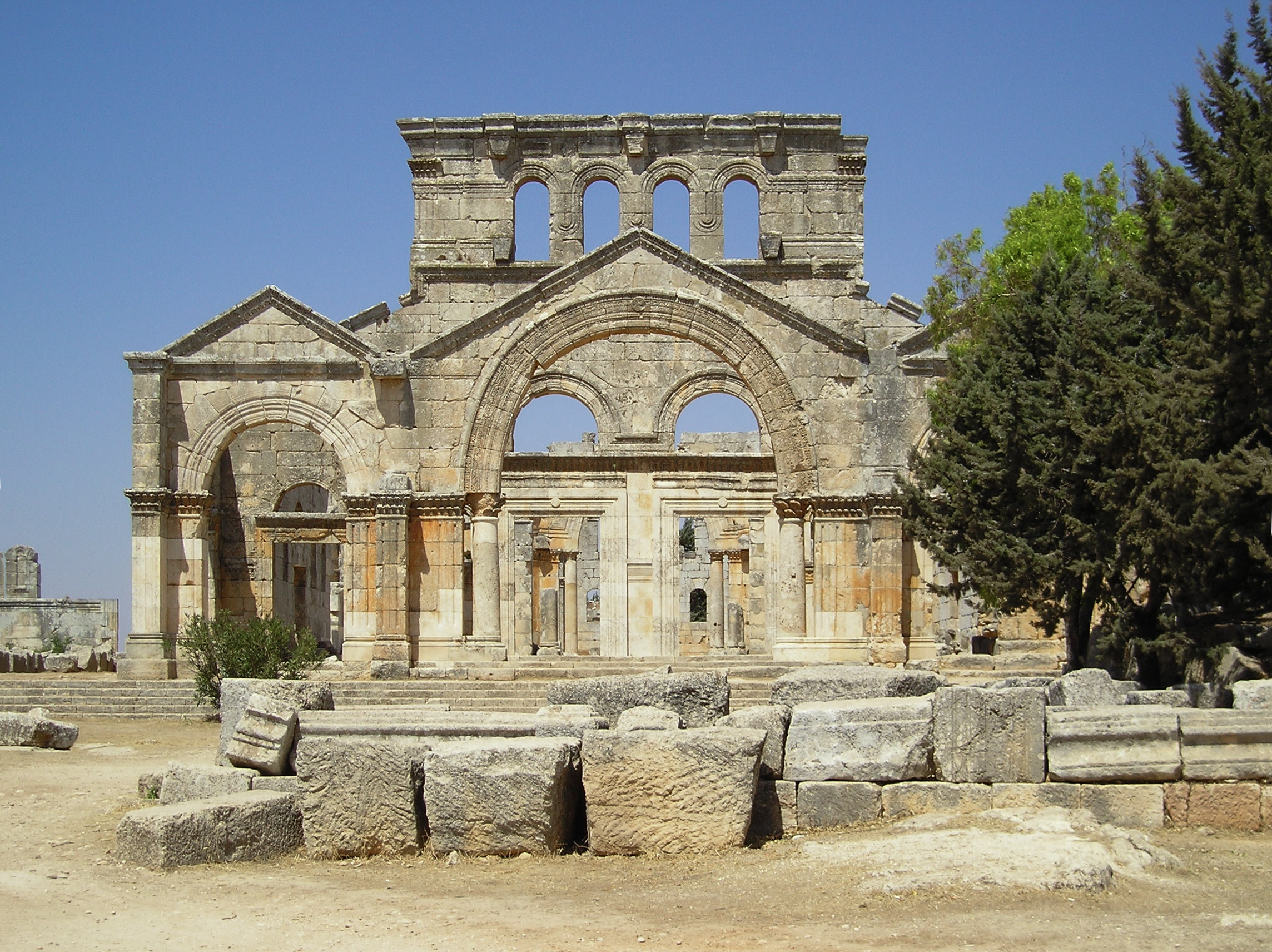
Qalat Siman in Syrië.

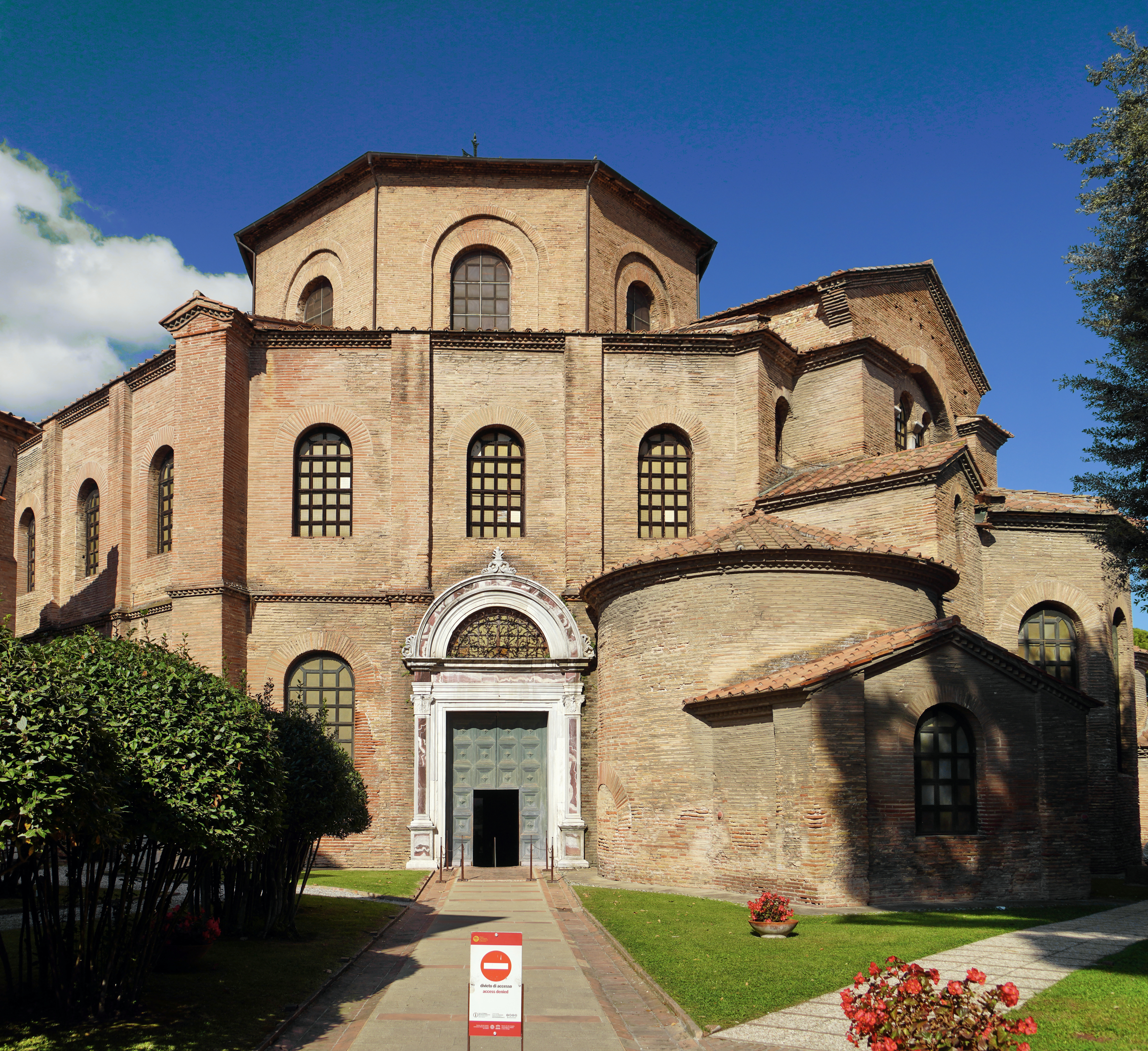
De Basiliek van San Vitale in Ravenna

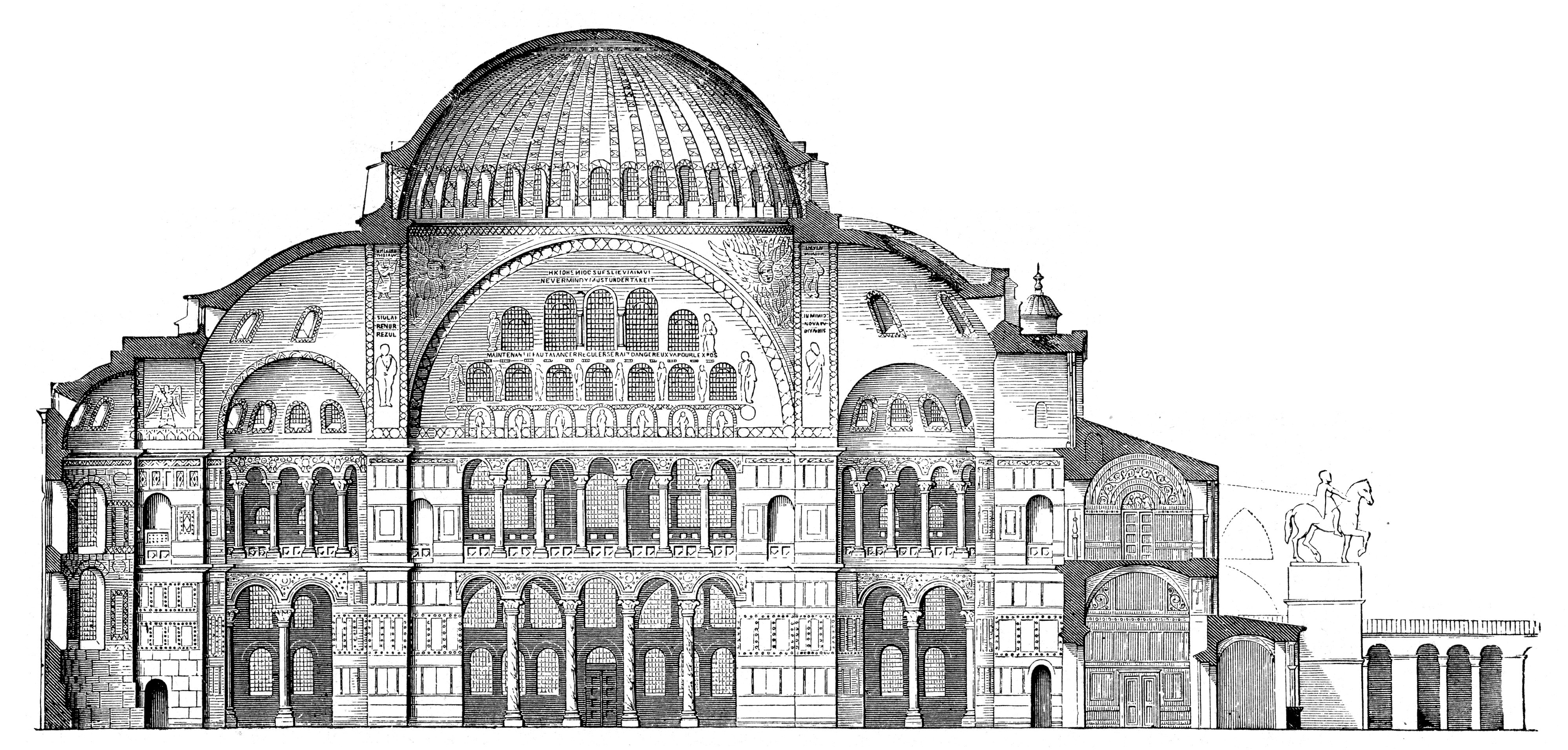
Doorsnede van de Hagia Sophia in Istanbul.

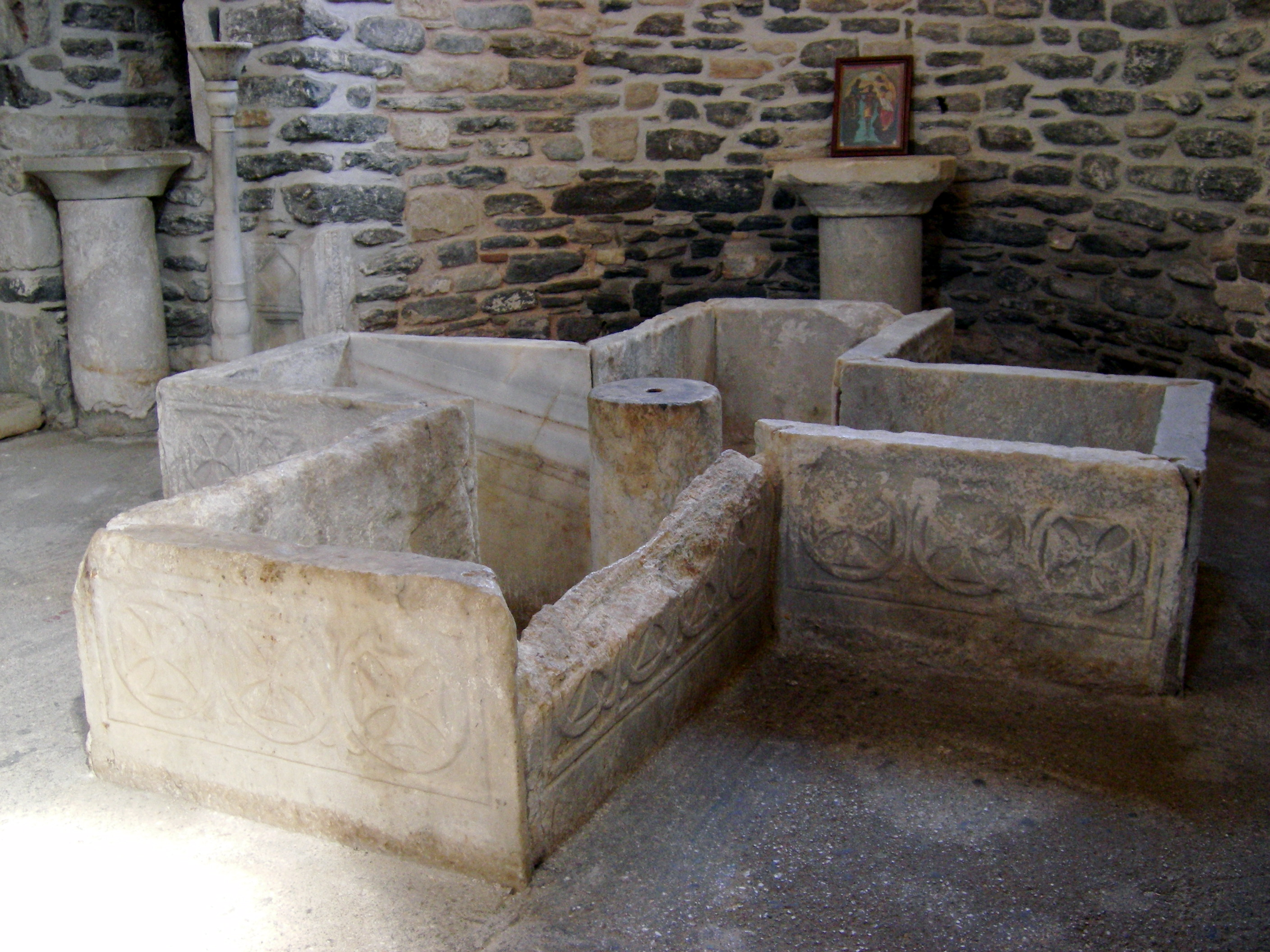
Het 4e-eeuwse doopvont in de Katapolianíkerk op het Griekse eiland Paros.

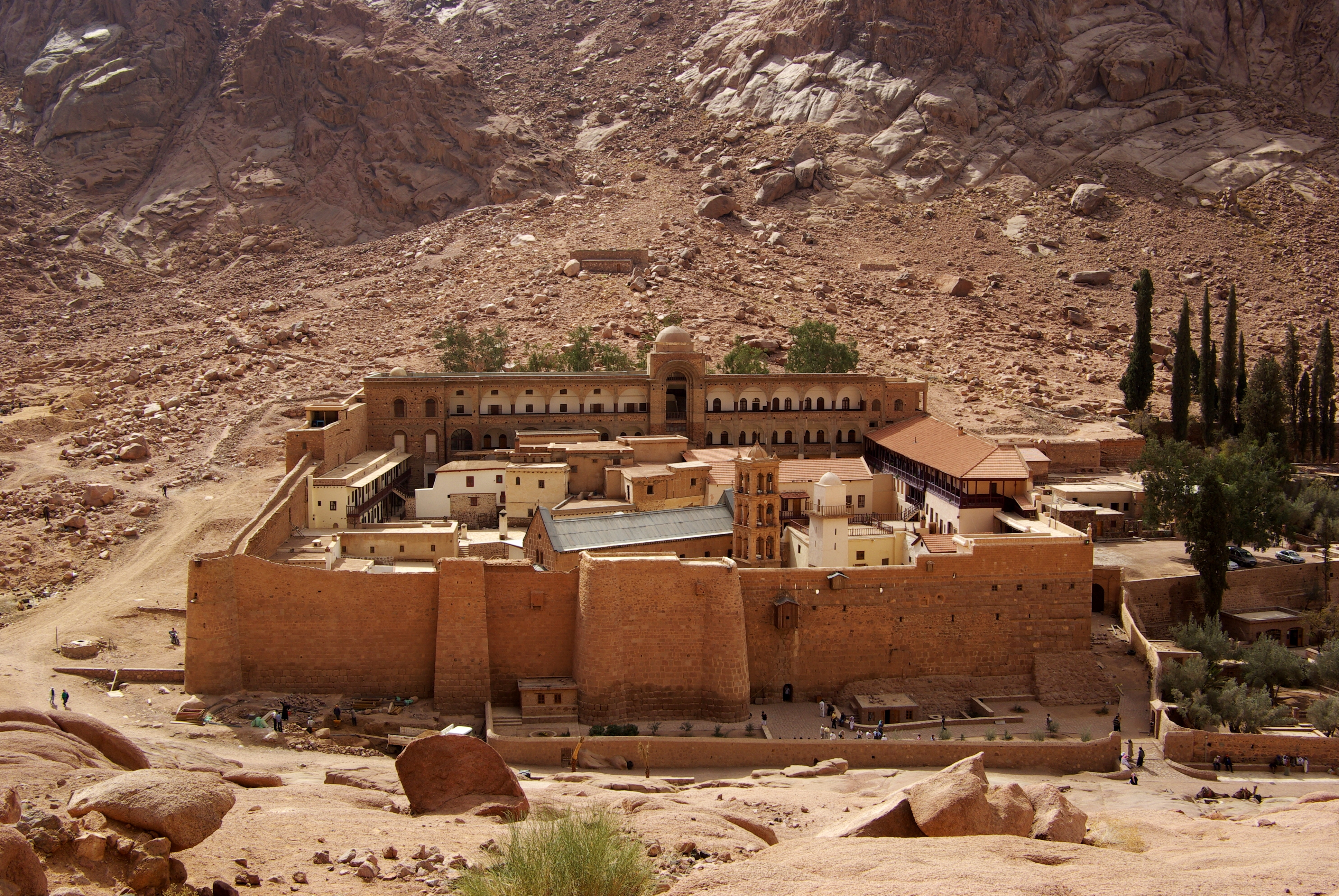
Katherinaklooster in de Sinaï

## Andere christelijke bouwwerken uit deze periode
Naast kerken werden in deze periode ook andere bouwwerken gemaakt. De belangrijkste zijn kloosters, baptisteria en graven.

### Klooster
De eerste kloosters verschenen in het begin van de 3e eeuw in de woestijn van Egypte in een gebied dat bekendstaat als Wadi Natroen. Hier leefden monniken als heremieten en asceten in eenzaamheid, vaak in eenvoudige hutjes of in grotten. Later gingen de monniken zich er organiseren en werden de eerste kloosters gebouwd. Een voorbeeld van een klooster in Wadi Natroen is het Paromeosklooster. Het oudste nog bestaande klooster is het Mor Gabriel-klooster in Turkije en dateert uit 397.

### Baptisterium
De doopkapel of baptisterium is een gebouw met een aparte stijlvorm. In het baptisterium werden mensen gedoopt. In het vroege christendom verdween het gehele lichaam onder water en daardoor zijn de doopvonten groter dan we nu uit de hedendaagse kerken gewend zijn. Vaak was dit gebouw achthoekig. Dit is een verwijzing naar de wederopstanding, die acht dagen na Jezus' komst naar Jeruzalem plaats had. Afbeeldingen van Johannes de Doper die Jezus doopt in de Jordaan zijn vaak aangebracht aan de binnenzijde van een baptisterium. Een vroegchristelijk baptisterium stond meestal los van het kerkgebouw. Een bekend voorbeeld is het baptisterium van de orthodoxen in Ravenna. Ook in latere perioden bleef het baptisterium vaak los van de kerk staan, zoals bij het baptisterium van Florence.

### Graven
Graven maken een belangrijk onderdeel uit van de vroegchristelijke bouwkunst. Vier verschillende typen graven worden onderkend: het mausoleum, het martyrium, het hypogeum en de catacombe.
In mausolea werden vaak belangrijke personen begraven. Een voorbeeld hiervan is de Santa Constanza uit de 4e eeuw in Rome.
In martyria werden vaak martelaren begraven of ze werden gebouwd om vroegchristelijke martelaren te eren. Een voorbeeld hiervan is de Anastasisrotonde, die later deel ging uitmaken van de Heilig Grafkerk in Jeruzalem. Catacombes zijn onderaardse begraafplaatsen en vooral de catacomben van Rome zijn bekend, maar er zijn ook catacombes in Napels en Alexandrië. Een hypogeum is een losse onderaardse grafkelder die verschilt van catacomben omdat hij voor maar één persoon of familie is bedoeld.

## Bouwstijlen
De verschillende beschavingen ontwikkelden hun eigen stijl. De verspreiding van het christendom over het Midden-Oosten, Europa en Noord-Afrika maakte dat er in de loop der eeuwen een verscheidenheid aan stijlen ontstond. De belangrijkste bouwstijlen waren de Romeinse architectuur, de Byzantijnse architectuur, de preromaanse architectuur (inclusief de Longobardische architectuur en de Karolingische architectuur), de Armeense architectuur en de Georgische architectuur.
Later werden in Europa de romaanse stijl en weer later de gotiek de belangrijkste stijlvormen voor de kerkenbouw.

## Interieur van vroegchristelijke bouwwerken
Het interieur van vroegchristelijke bouwwerken werd verrijkt met twee soorten versieringen: fresco's en mozaïeken. Deze hadden een figuratief karakter en er werden vaak Bijbelse scènes afgebeeld.
Voorbeelden van vroege fresco's zijn te vinden in de catacomben van Rome en de huiskerk van Dura Europos.
Voorbeelden van mozaïeken zijn onder andere te vinden in de Sint-Laurensbasiliek en de Basiliek van San Vitale in Ravenna. Tijdens de twee periodes van iconoclasme in het Byzantijnse Rijk zijn veel oude mozaïeken vernietigd. Na de periodes van iconoclasme zijn de mozaïeken opnieuw in de toenmalige stijl aangebracht. Zo zijn de mozaïeken van de 6e-eeuwse Hagia Sophia in Istanboel in de 9e en 10e eeuw gemaakt.
Veel vroegchristelijke kerken hadden een iconostase, een wand met iconen.
In veel vroegchristelijke kerken, zoals in de Oude Sint-Pietersbasiliek, zaten mannen en vrouwen gescheiden. Voor vrouwen was een balkon beschikbaar, het zogenaamde matroneum.
Weinig is bekend over het toenmalige kerkmeubilair.

## Lijst van belangrijke bouwwerken
In onderstaande tabel zijn enkele belangrijke vroegchristelijke bouwwerken. Veel bouwwerken zijn later bovendien nog uitgebreid of zelfs helemaal vervangen.
| Naam                                    | Plaats                       | Soort gebouw | Beschaving             | Bouwperiode                              |
| --------------------------------------- | ---------------------------- | ------------ | ---------------------- | ---------------------------------------- |
| Grot van Sint-Petrus                    | Nabij Antiochië, Turkije     | Grot         | Romeinen               | 1e eeuw                                  |
| Huiskapel van Ananias                   | Damascus, Syrië              | Huiskerk     | Romeinen               | 1e eeuw                                  |
| Huiskerk van Dura Europos               | Dura Europos, Syrië          | Huiskerk     | Romeinen               | 231                                      |
| Vazelonklooster                         | Nabij Trabzon, Turkije       | Klooster     | Pontische Grieken      | 270 (mogelijk een kerk tot de 6e eeuw)   |
| Huiskerk van Qirqbize                   | Dode steden in Syrië, Syrië  | Huiskerk     | Romeinen               | 3e eeuw                                  |
| Kerk van Akaba                          | Akaba, Jordanië              | Kerkgebouw   | Romeinen               | 3e eeuw of begin 4e eeuw                 |
| Kerk van Sint-Jacob van Nisibis         | Nusaybin, Turkije            | Kerkgebouw   | Romeinen               | ca. 312 - 320                            |
| Sint-Jan van Lateranen                  | Rome, Italië                 | Kerkgebouw   | Romeinen               | 313 - 324 (later uitgebreid)             |
| Oude Sint-Pietersbasiliek               | Rome, Italië                 | Kerkgebouw   | Romeinen               | ca. 326 - 356 (vervangen in de 16e eeuw) |
| Dom van Trier                           | Trier, Duitsland             | Kerkgebouw   | Romeinen               | Oudste deel uit 326                      |
| Paromeosklooster                        | Wadi Natroen, Egypte         | Klooster     | Romeinen               | Oudste deel uit 335                      |
| Baptisterium van Sint-Johannes          | Poitiers, Frankrijk          | Baptisterium | Romeinen               | circa 360                                |
| Mar Mattaiklooster                      | Nabij Mosoel, Irak           | Klooster     | Nestorianen            | 363                                      |
| Sint-Laurensbasiliek                    | Milaan, Italië               | Kerkgebouw   | Romeinen               | 372 - 402                                |
| Sint-Paulus buiten de Muren             | Rome, Italië                 | Kerkgebouw   | Romeinen               | 386 - 395                                |
| Sümelaklooster                          | Nabij Trabzon, Turkije       | Klooster     | Bijzantijnen           | 386                                      |
| Mor Gabrielklooster                     | Tur Abdin, Turkije           | Klooster     | Byzantijnen            | 397                                      |
| Baptisterium van Sint-Johannes in Fonte | Napels, Italië               | Baptisterium | Romeinen               | 4e eeuw                                  |
| Heilig teken van het kruis in Aparan    | Aparan, Armenië              | Kerkgebouw   | Armeniërs              | 4e eeuw                                  |
| Kerk van Sint-Joris                     | Sofia, Bulgarije             | Kerkgebouw   | Romeinen               | 4e eeuw                                  |
| Kerk van Sint-Jacob van Nisibis         | Nusaybin, Turkije            | Kerkgebouw   | Romeinen               | 4e eeuw                                  |
| Mar Sarkis                              | Ma'loula, Syrië              | Klooster     | Romeinen               | 4e eeuw                                  |
| Santa Constanza                         | Rome, Italië                 | Mausoleum    | Romeinen               | 4e eeuw                                  |
| Santa Pudenziana                        | Rome, Italië                 | Kerkgebouw   | Romeinen               | 4e eeuw                                  |
| Santa Sabina                            | Rome, Italië                 | Kerkgebouw   | Romeinen               | 422 - 432                                |
| Mar Saba                                | Nabij Bethlehem, Palestina   | Klooster     | Byzantijnen            | 429                                      |
| Kerk van Maria                          | Efeze, Turkije               | Kerkgebouw   | Byzantijnen            | ca. 431                                  |
| Baptisterium van Lateranen              | Rome, Italië                 | Baptisterium | Romeinen               | circa 440                                |
| Baptisterium van de Orthodoxen          | Ravenna, Italië              | Baptisterium | Romeinen               | 458                                      |
| Kalb Lose                               | Syrië                        | Kerkgebouw   | Byzantijnen            | circa 460                                |
| Stoudiosklooster                        | Istanboel, Turkije           | Klooster     | Byzantijnen            | 462                                      |
| Qalat Siman                             | Syrië                        | Kerkgebouw   | Byzantijnen            | 476 - 492                                |
| Kerk van Petra                          | Petra, Jordanië              | Kerkgebouw   | Byzantijnen            | 5e eeuw                                  |
| Baptisterium van Riva San Vitale        | Riva San Vitale, Zwitserland | Baptisterium | ?                      | 5e eeuw                                  |
| Witte klooster                          | Nabij Suhaj, Egypte          | Klooster     | Kopten                 | 442 - 466                                |
| Basiliek van Sant'Apollinare Nuovo      | Ravenna, Italië              | Kerkgebouw   | Ostrogoten             | circa 500                                |
| Kathedraal van Bosra                    | Bosra, Syrië                 | Kerkgebouw   | Byzantijnen            | 512                                      |
| Basiliek van San Vitale                 | Ravenna, Italië              | Kerkgebouw   | Ostrogoten/Byzantijnen | 526 - 547                                |
| Kleine Hagia Sophia                     | Istanboel, Turkije           | Kerkgebouw   | Byzantijnen            | 527 - 536                                |
| Geboortekerk                            | Bethlehem, Palestina         | Kerkgebouw   | Byzantijnen            | 529 -                                    |
| Herdenkingskerk van Mozes               | Neboberg, Jordanië           | Kerkgebouw   | Byzantijnen            | 531                                      |
| Hagia Sophia                            | Istanboel, Turkije           | Kerkgebouw   | Byzantijnen            | 532 - 537                                |
| Katharinaklooster                       | Sinaïwoestijn, Egypte        | Klooster     | Byzantijnen            | 548 - 565                                |
| Katapolianíkerk                         | Paros, Griekenland           | Kerkgebouw   | Byzantijnen            | 6e eeuw, met oudere delen                |
| Klooster van Dzjvari                    | Mtscheta, Georgië            | Klooster     | Georgiërs              | 6e eeuw                                  |